# Stelis paulula
Stelis paulula är en orkidéart som beskrevs av Carlyle August Luer och H.P.Jesup. Stelis paulula ingår i släktet Stelis och familjen orkidéer. Inga underarter finns listade i Catalogue of Life.